# Оля Стоянова
Оля Стоянова е българска писателка, поетеса и журналистка.

## Биография
Оля Стоянова е родена на 14 септември 1977 г. в София. Доктор е по журналистика. Преди това завършва магистратура по журналистика във Факултета по журналистика и масова комуникация на СУ „Св. Климент Охридски“. 10 години работи като журналист във в. „Дневник“. От 2017 г. е редактор и водещ в Българското национално радио, като от 2020 г. е отговорен редактор на "Ефир "Знание" в програма "Христо Ботев" на БНР. От 2022 г. е главен редактор на програма "Христо Ботев" на БНР. От 2019 г. е автор и водещ на предаването "А сега накъде". Преподавател е във Факултета по журналистика и масова комуникация на Софийския университет. 
Автор е на дванадесет книги – с поезия, къси разкази, роман, документалистика и драматургия. Текстовете ѝ са превеждани на английски, немски, сръбски, македонски, унгарски, полски, руски, чешки, португалски, словашки, арабски, турски и испански езици. Има много награди за поезия, проза, драматургия и журналистика. Автор е на сценарии на документални и игрални филми, както и на телевизионни сериали.
Два пъти е носител на наградата за драматургия „Аскеер“ – през 2014 г. за пиесата "Покана за вечеря", която от 10 години се играе на сцената на Театър "София", и през 2018 г. – за пиесата "Цветът на Дълбоките води", която от 7 години е на сцената на Народния театър "Иван Вазов". В Народния театър е поставена още една нейна пиеса – "Страх за опитомяване" (септември, 2020 г.).
Пиесата на Оля Стоянова „Покана за вечеря“ печели Втория явен конкурс на Театър „София“ за написване на съвременна българска пиеса. Премиерата на „Покана за вечеря“ е на 13 март 2014 г. в Театър „София“ и е дело на творческия екип Тея Сугарева (режисьор), Каролина Далкалъчена (сценография) и Александър Костов (композитор).
От януари 2013 г. пиесата на Оля Стоянова „Малки ритуали за сбогуване“ се играе на сцената на ДТ „Никола Вапцаров“ в Благоевград, поставена от Явор Веселинов.

## Награди
Печелила е награди за поезия, проза, драматургия и журналистика:
- 1999 – Първа награда за поезия от Националния поетически конкурс „Веселин Ханчев“, приз „Златното яйце“,
- 2000 – Първа награда за поезия в конкурс „Дора Габе“,
- 2000 – Първа награда за поезия, конкурс на издателство „Мисъл“ и ЮНЕСКО,
- 2002 – Първа награда от конкурса за поезия, организиран от в. „Литературен вестник“ и Младежки дом – Русе,
- 2003 – Първа награда за белетристика в Национален студентски конкурс – Шумен,
- 2011 – Първа награда от Националния конкурс за разказ „Рашко Сугарев“[2],
- 2011 – Първа награда от Националния конкурс за поезия „Добромир Тонев“[3],
- 2012 – Първа награда от Първия национален конкурс за българска пиеса на абсурда „Наум Шопов“ за пиесата „Малки ритуали за сбогуване“[4],
- 2012 – Първа награда за драма в националния конкурс „Петър Ковачев“ в Плевен[5],
- 2012 – Наградата на Театър „София“ в конкурса за съвременна българска пиеса[6][7],
- 2013 – Отличие в конкурса за съвременна българска драматургия „Иван Радоев“ в Плевен[8],
- 2013 – Наградата за оригинален авторски текст на детска пиеса – фестивал „Михаил Лъкатник“, Ямбол,
- 2013 – Първа награда за поезия на името на „Сирак Скитник“ – БНР, Благоевград,
- 2013 – Носител на наградата „Николай Кънчев“[9][10][11],
- 2013 – Носител на националната награда „Иван Николов“ (заедно с Йордан Ефтимов)[12][13][14],
- 2014 – Носител е на наградата за драматургия „Аскеер“ за пиесата „Покана за вечеря“[15],
- 2014 – Първа награда за поезия от Националния конкурс „От заник слънце озарени, алеят морски ширини“, Поморие[16].
- 2015 – Първа награда за оригинална куклена пиеса за възрастни, Сдружение „Пиеро“ и Куклен театър – Стара Загора
- 2018 – Носител е на наградата за драматургия „Аскеер“ за пиесата „Цветът на дълбоките води“
- 2021 - Голямата награда за съвременна българска драматургия "Иван Радоев", Плевен.

### Поезия
- Фотографии (2000), издание на Националния конкурс за поезия „Веселин Ханчев“
- Проза, Пловдив: Жанет 45, 2002, 59 с. [17]
- Пътна карта, Русе: Авангард принт, 2003, 45 с.
- Улица „Щастие“, Пловдив: Жанет 45, 2013, 84 с. [18][19][20]
- Как ни спасяват природните закони, Пловдив: Жанет 45, 2024, 88 с.

### Проза
- Лични географии, роман, Пловдив: Жанет 45, 2005, 178 с. [21]
- Какво сънуват вълците, разкази, София: Сиела, 2011, 148 с. [22][23]
- Висока облачност, разкази, Пловдив: Жанет 45, 2017, 168 с.

### Драматургия
Малки ритуали за сбогуване. Пиеси. София: Black Flamingo Publishing, 2015, 248 с.

### Документалистика
- Пътеводител на дивите места, Пловдив: Жанет 45, 2011 (в съавторство с Живко Джаков)[24]
- Смелостта да бъдеш родител, София: Действие, 2021.
- Пътеводител на хубавите места. Пловдив: Жанет 45, 2021